# Municipalité du district de Šiauliai
La municipalité du district de Šiauliai (en lituanien : Šiaulių rajono savivaldybė) est l'une des 60 municipalités de Lituanie. Son chef-lieu est Šiauliai.

## Seniūnijos de la municipalité du district de Šiauliai
- Bubių seniūnija (Bubiai)
- Ginkūnų seniūnija (Ginkūnai)
- Gruzdžių seniūnija (Gruzdžiai)
- Kairių seniūnija (Kairiai)
- Kuršėnų kaimiškoji seniūnija (Kuršėnai)
- Kuršėnų miesto seniūnija (Kuršėnai)
- Kužių seniūnija (Kužiai)
- Meškuičių seniūnija (Meškuičiai)
- Raudėnų seniūnija (Raudėnai)
- Šakynos seniūnija (Šakyna)
- Šiaulių kaimiškoji seniūnija (Vijoliai)

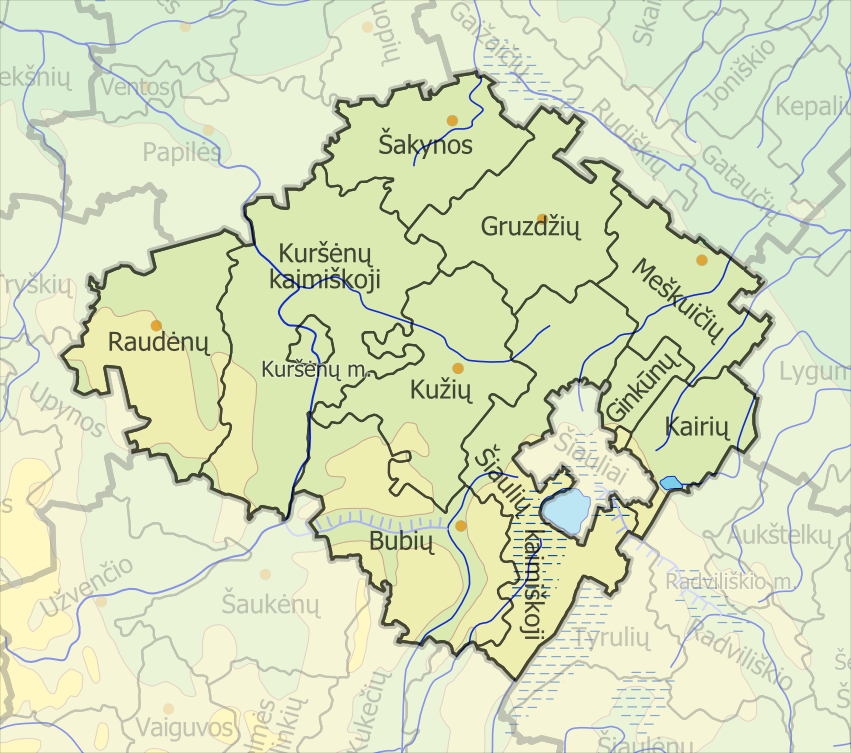
Seniūnijos de la municipalité du district de Šiauliai